# Euphonia cayennensis
Euphonia cayennensis е вид птица от семейство Чинкови (Fringillidae).

## Разпространение
Видът е разпространен в Бразилия, Венецуела, Гвиана, Суринам и Френска Гвиана.